# Frederic Viñals
|  | No s'ha de confondre amb Frederic Viñals i Iscla. |

Frederic Viñals   (c. dècada del 1910 - p. Al final segle XX) fou un pilot de motociclisme català, tres vegades campió d'Espanya de velocitat (el 1931 en 350cc, i el 1948 i 1950 en sidecar). Especialista en sidecars, guanyà els Campionats de Catalunya de carretera amb sidecar (1932) i disputà diverses pujades de muntanya i curses amb aquesta mena de vehicles durant la dècada de 1940, la majoria amb una Harley Davidson.